# Dialecto de Prudnik

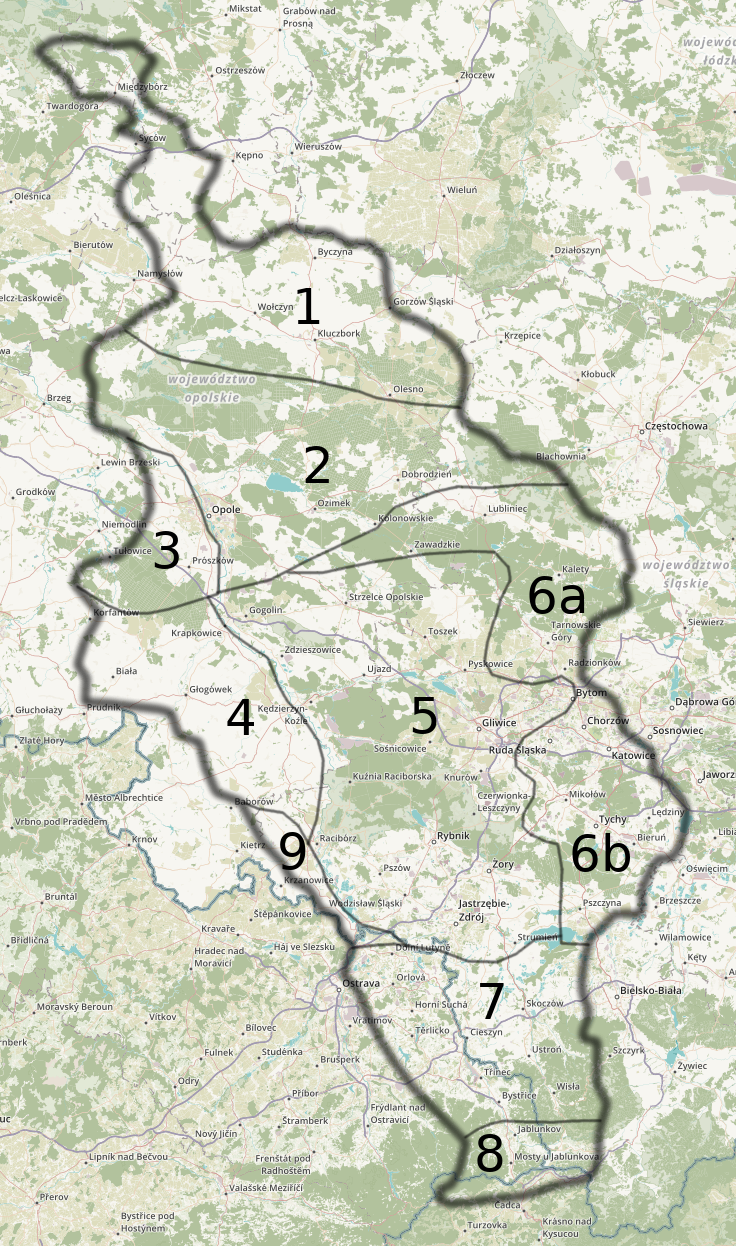
Dialecto de Prudnik (4) entre otros dialectos del idioma silesio

El dialecto Prudnik del idioma silesio (sil. prudnicki dialekt ślōnskij gŏdki) es una variante del idioma silesio que se usa en los alrededores de la ciudad de Prudnik (Polonia).

## Ejemplo del dialecto Prudnik
Antek i Francek robjyli u dwůch śoduoeúkůw i ńy mjeli co jejś. I smůwjyli se, iže tyn jedyn śoduoeúk moeu na gůře uořechi, a tyn drugi moeu we chlywiku wjepřka. I smůwjyli se tak, iže jedyn půdźe po tygo wjepřka, a drugi po uořechi, a we zwůńicy we kojśćele śe zyjńdům. Francek nabroeu worek uořechůw i čekoeu we kojśćele na Antka, a Antka zuapoeu śoduoeúk na wjepřku. Francek čekoeu we tyj kojśćele na Antka i tam přebjyroeu ty uořechi. Rano uo pjůntyj šeu kojśćelny zwůnić jučšńam i suyšou tam šuščeć. I šeu dů dům i powjedźöu kobjyće, iže tam ńe idźe iś, bo tam kojśćůma řańźi (Kjyrpjyń).